# Crassula elegans
Crassula elegans (лат.) — вид суккулентных растений рода Толстянка (Crassula) семейства Толстянковые (Crassulaceae), естественно произрастающий на территории Намибии и Капской провинции Южно-Африканской Республики.

## Название
Родовое латинское название Crassula происходит от латинского слова crassus, — «толстый», в основном из-за присутствия у растений этого рода сочных листьев.
Видовое название elegans переводится с латинского как «элегантный», отражая элегантный внешний вид данного вида.

## Ботаническое описание
Карликовый многолетник, достигающий высоты до 80 мм, но обычно с короткими и сильно разветвленными стеблями, характеризуется наличием старых листьев, полностью сморщенных. Форма листьев варьирует от яйцевидной до ланцетной, размерами 5-15 х 4-8 (-10) мм, они могут быть тупыми, редко острыми, имеют широкотреугольное сечение, плотно прилегают друг к другу, что редко позволяет видеть междоузлия. Листья редко явно располагаются в четыре ряда и бывают голые, с тонкими волосками или грубыми округлыми сосочками, окрашены в зеленый, коричневато-красный или темно-красный цвет.

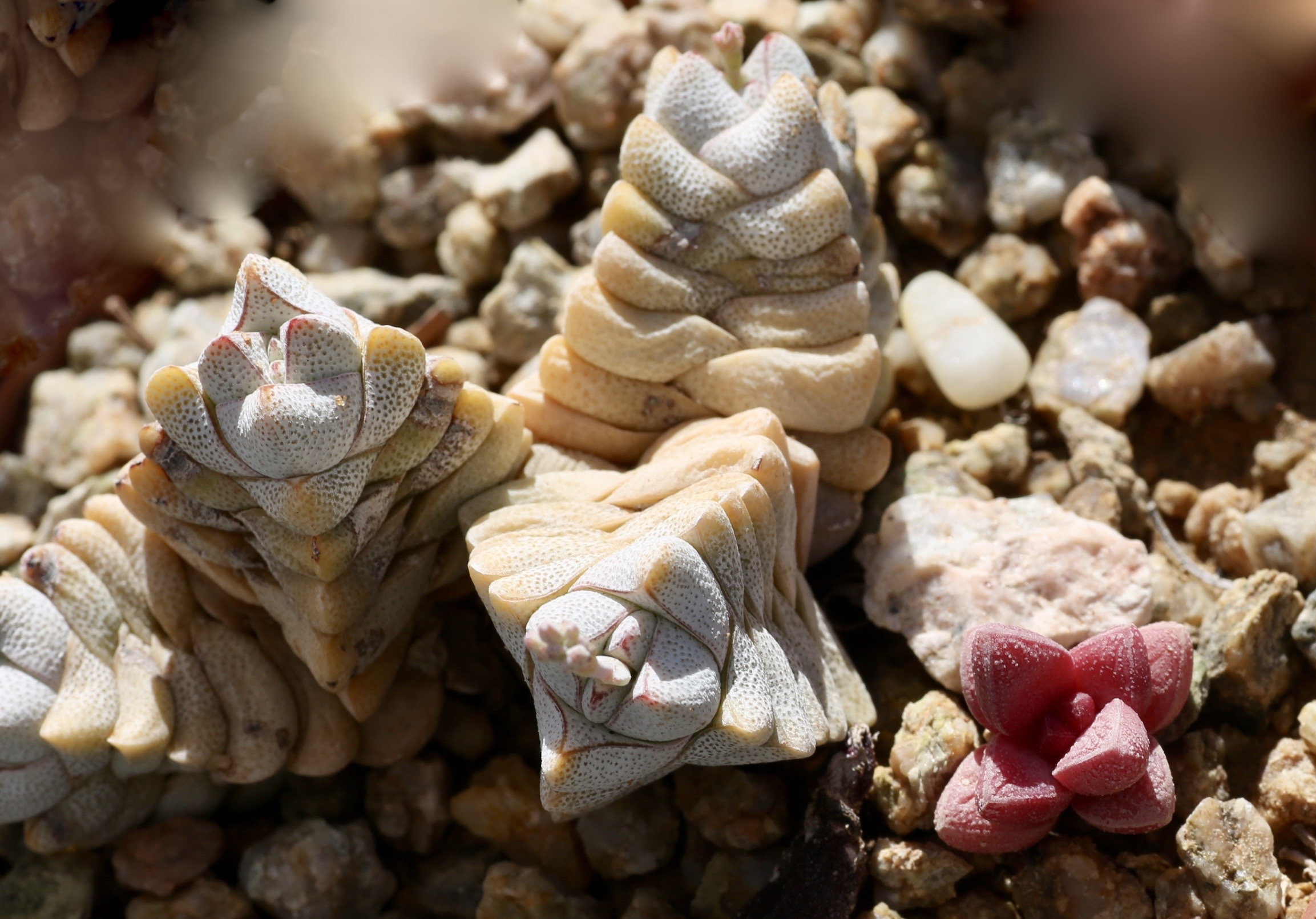
Рядом с Crassula deceptor

Соцветие представляет собой рыхлый округлый тирс с цветоносом длиной (15-) 25-60 мм, покрытым отогнутыми волосками. Чашечные лопасти треугольные, длиной 1-1,5 мм, тупые, покрыты тонкими волосками и краевыми ресничками, мясистые, от зеленого до красного цвета. Венчик трубчатый, сросшийся у основания на 0,3-0,5 мм, окрашен в кремовый или белый цвет, переходя в коричневый; лопасти продолговато-эллиптические, длиной 2-2,5 мм, тупые, от расширенных до отогнутых. Тычинки с коричневыми пыльниками. Чешуйки поперечно-продолговатые до квадратных, размерами 0,4-0,6х0,5-0,7 мм, слегка выемчатые, клиновидные, мясистые, окрашены в желтый цвет.

## Таксономия
Crassula elegans Schönland & Baker f., первое упоминание в J. Bot. 40: 286 (1902).

### Подвиды
Подтвержденные подвиды в соответствии с данными сайта Plants of the World Online на 2024 год:
- Crassula elegans subsp. elegans
- Crassula elegans subsp. namibensis (Friedrich) Toelken, листья данного подвида чаще всего обладают яйцевидной формой с тупой вершиной, они голые и покрыты сосочками. Распространение вида ограничено Южной Намибией[4].